# Station Kristinehamn
Station Kristinehamn is een spoorwegstation in de Zweedse stad Kristinehamn. Het station werd geopend op 2 december 1866, ligt aan de Värmlandsbanan en is het eindpunt van de Inlandsbanan. 

## Treinverbindingen
| Serie | Treinsoort              | Route                                                                                            | Bijzonderheden |
| ----- | ----------------------- | ------------------------------------------------------------------------------------------------ | --- |
| 70    | Stoptrein (VTAB)        | (Kongsvinger – ) Charlottenberg – Arvika – Kil – Karlstad – Kristinehamn ( – Degerfors – Örebro) | Een aantal treinen per dag vanaf Kongsvinger en tot Örebro. Stopt beperkt op de haltes Ås, Lerot, Ottebol, Brunsberg en Lene. |
| 70    | Hogesnelheidstrein (SJ) | Stockholm – Hallsberg – Kristinehamn – Karlstad – Arvika – Oslo                                  | Twee treinen per dag tot Oslo, anders tot Karlstad of Arvika. De treinen tot Oslo vallen onder de noemer 'intercity'.         |
| 75    | Stoptrein (TÅGAB)       | Falun – Borlänge – Ludvika – Kristinehamn – Karlstad – Kil – Säffle – Trollhättan – Göteborg     | Stopt beperkt op de stations Nässundet en Grums.                                                                              |
| 78    | Sneltrein (TÅGAB)       | Karlstad – Kristinehamn – Skövde – Alingsås – Göteborg                                           | Spitstrein. Stopt beperkt op de stations Vårgårda en Lerum.                                                                   |